# Gwenview
Gwenview je prosto dostopen odprtokodni pregledovalnik slik za namizno okolje KDE. Na voljo je bil že v seriji KDE 3, a je v KDE 4 doživel poenostavitev uporabniškega vmesnika in je zato priročnejši za hitro brskanje po zbirkah in tudi za prikaz slik. Na voljo je celozaslonski vmesnik, s katerim je moč prikazovati slike v načinu predstavitve.
Zadnja različica, ki temelji na QT3 in posledično deluje na KDE 3 je 1.4.2, ki je bila izdana v septembru 2007. Trenutna stabilna različica je 2.0 in deluje na platformah, ki jih podpira Qt4 med drugim tudi Linux, MS Windows in Mac OS X.
Trenutni razvijalec je Aurélien Gâteau. Ime izhaja iz besede »Gwen«, ki v bretonščini pomeni »belo« ter angleške besede za pogled »view«.
Glavne značilnosti
- brskalnik datotek
- ogledovalnik slikovnih datotek
- urejevalnik meta-podatkov
- način pogleda sličic za trenutno mapo
- uporaba KIPI (KDE Image Plugins Interface)